# Viagem espacial

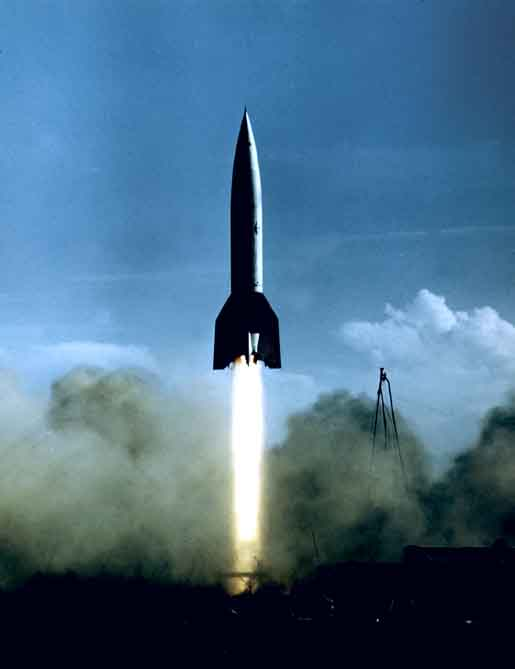
O foguete V-2.

Viagem espacial, ou simplesmente voo espacial, é a denominação do método de transporte de veículos tripulados e não-tripulados no (e através do) espaço sideral. A viagem espacial está associada às tecnologias de propulsão de espaçonaves, direção (astrodinâmica e astronáutica), construção e lançamento de veículos com este objetivo.
A viagem espacial é um componente necessário da exploração espacial, mas também suporta atividades tais como lançamento de satélites de telecomunicações e turismo espacial, sendo cogitada por Elon Musk como um possível futuro para a humanidade, no que diz respeito a evolução da tecnologia e descobrimento de novos planetas possivelmente habitáveis com o projeto Breakthrough starshot. 

## História

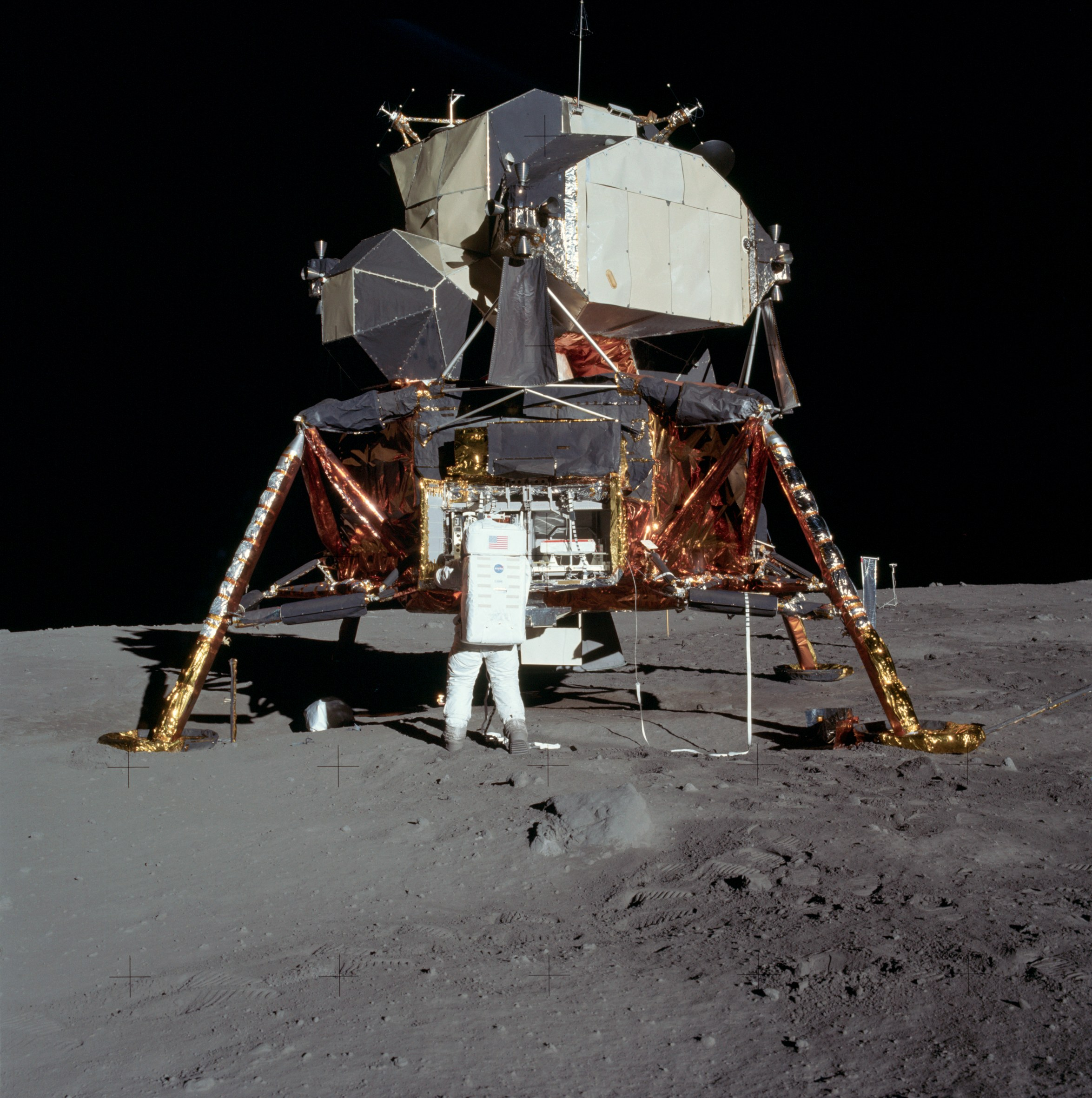
O Módulo Lunar Apollo.

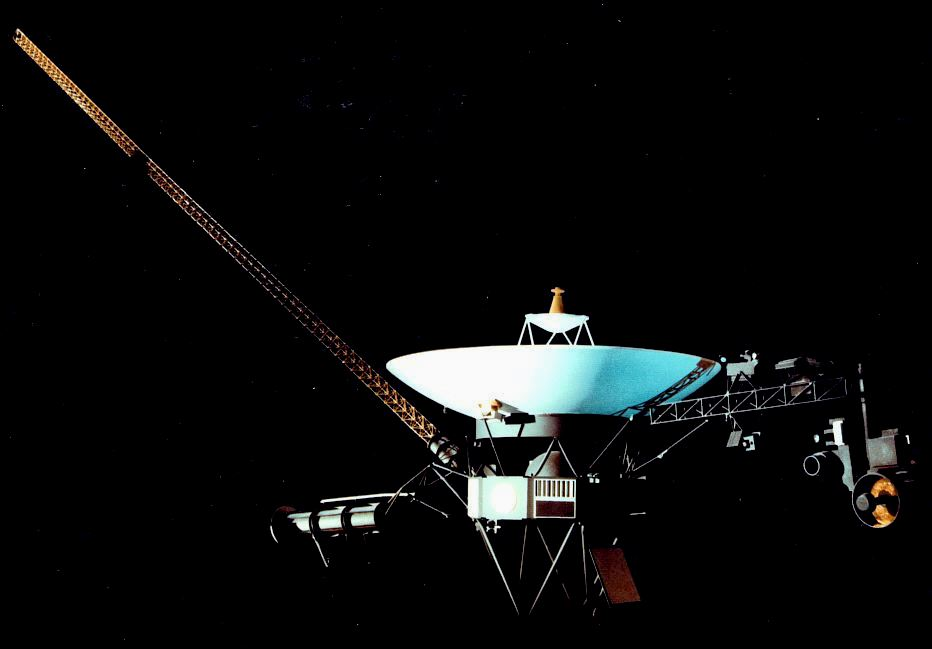
A sonda Voyager 1.

Os primórdios da viagem espacial podem ser rastreados até Konstantin Tsiolkovsky; todavia, Tsiolkovsky escrevia em russo, e a princípio, suas ideias não causaram grande impacto fora da Rússia.
A viagem espacial tornou-se uma possibilidade da engenharia a partir de um ensaio de Robert Hutchings Goddard publicado em 1919, A Method of Reaching Extreme Altitudes, onde ele analisa a possibilidade da utilização de foguetes de combustível líquido em viagem interplanetárias. Este ensaio teve grande influência sobre Hermann Oberth e Wernher von Braun, que mais tarde seriam personalidades fundamentais no campo da viagem espacial.
O primeiro foguete a atingir o espaço, em dois voos de teste consecutivos em Junho de 1944 a altitudes de 176 e 189 km, foi o V-2 ainda na Alemanha Nazista.
Em 4 de outubro de 1957, a União Soviética lançou o Sputnik 1, que se tornou o primeiro satélite artificial a orbitar a Terra, o que resultou na "Crise do Sputnik". Em 3 de novembro, o Sputnik 2 mandou ao espaço a cadela vira-lata Laika, um dos primeiros animais no espaço.
O primeiro voo espacial tripulado por um humano ocorreu na missão Vostok 1 em 12 de abril de 1961, na qual o cosmonauta soviético Yuri Gagarin executou uma órbita ao redor da Terra. Os principais personagens do programa espacial soviético naquela época foram: Sergei Korolev e Kerim Kerimov.
Segundo a própria NASA a primeira espaçonave na acepção da palavra foi o Módulo Lunar Apollo, desde que ele foi o único veículo tripulado projetado para, e operado apenas no espaço; além de ser caracterizado por um formato não aerodinâmico.
Foguetes continuam sendo hoje em dia, o único meio prático de atingir o espaço. Tecnologias alternativas, como por exemplo o motor Scramjet, ainda ficam aquém da velocidade orbital.
A viagem espacial que mais se distanciou do Sol até hoje é a da Voyager 1, que está mais de 100 unidades astronômicas (UA) de distância e se movendo a 3,6 UA por ano.

## Nos dias de hoje
A Scaled Composites com sua SpaceShipOne foi pioneira em voos sub-orbitais de veículos reutilizáveis que levou os pilotos (astronautas) Mike Melvill e Brian Binnie em voos consecutivos em 2004 a vencer o Ansari X Prize. A empresa The Spaceship Company pretende produzir a sua sucessora a SpaceShipTwo. Uma frota de SpaceShipTwo operada pela Virgin Galactic pretendia iniciar o uso veículos reutilizáveis em voos espaciais privados levando passageiros (Turismo espacial) em 2008, mas essa intenção foi adiada devido a um acidente durante o desenvolvimento do sistema de propulsão do veículo.